# Clinoedrite
La clinoedrite è un minerale.